# Josef Zangel
Josef Zangel (* 12. Oktober 1883 in Ljubljana; † 12. Mai 1967 in Linz, Oberösterreich) war ein österreichischer Politiker (Landbund) und Autor.

## Leben
Josef Zangel wuchs in Oberösterreich heran, wo er zunächst die Volksschule in Wels, später das Gymnasium in Steyr absolvierte. Nachdem er 1919 die Lehrerbefähigungsprüfung abgelegt hatte, kam er nach Weißenbach bei Liezen in die Steiermark, wo er als Lehrer für Bienenzucht Arbeit an einer landwirtschaftlichen Schule fand.
Bereits 1920 war er Mitarbeiter im Sekretariat des Bauernbunds in Graz. 1925 wurde er Landessekretär des Landbundes (LBd) Steiermark, dem 1927 die Ernennung zum Reichsparteisekretär des Landbundes für ganz Österreich in Wien folgen sollte. Im Mai 1927 wurde Zangel als LBd-Abgeordneter zum Nationalrat vereidigt, er bekleidete das Mandat bis Oktober 1930. Nach zweinmonatiger Abwesenheit vom Hohen Haus wurde Zangel im Dezember 1930 als steirisches Mitglied des Bundesrats vereidigt. Der fraktionslose Zangel war bis Februar 1932 Bundesrat.
Zangel trat schon früh für einen Anschluss Österreichs an Deutschland ein. Als der so genannte Juliputsch von 1934 scheiterte, floh er nach Deutschland, wo er als Wanderlehrer Arbeit fand. 1937 wurde er Wirtschaftsberater im Reichsnährstand in Schlesien. 1938, nach dem Anschluss seiner Heimat an Nazideutschland wurde Zangel zum Direktor der Landwirtschaftsschule und Wirtschaftsberatungsstelle in Freistadt bestellt.
Über seinen weiteren Lebensweg ist wenig bekannt. 1952 wurde er Direktor des Allgemeinen Österreichischen Bauernverbandes.